# Rumer Nadel
Die Rumer Nadel ist eine 1374 m ü. A. hohe Felsformation am Südabhang der Inntalkette oberhalb von Rum in Tirol.
Der an der Nordseite 30 Meter hohe Felsturm der Rumer Nadel befindet sich südlich der Rumer Spitze etwa 800 Meter nordöstlich der Rumer Alm und 400 Meter südwestlich der Vintlalm. Die Besteigung der Nadel erfordert Kletterei im IV. Grad der UIAA-Skala. Auf ihrer Spitze befindet sich ein Gartenzwerg. Die Felsformation ist aus Karbonatgestein der Reichenhall-Formation aufgebaut. Bekannt ist die Rumer Nadel auch unter Slacklinern, die Slackline wird dabei vom Gipfel der Rumer Nadel auf 25 Metern Länge und bis zu 40 Metern über Grund zu einem in östlicher Richtung benachbarten Felskopf gespannt.